# حزب دموکراتیک خلق تاجیکستان

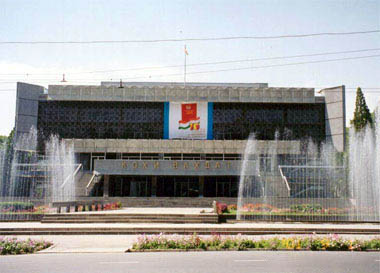
کاخ وحدت محل استقرار این حزب

حزب دموکراتیک خلق تاجیکستان (به تاجیکی: Ҳизби халқӣ-демократӣ Тоҷикистон) یک حزب سیاسی در کشور تاجیکستان است که رئیس‌جمهور تاجیکستان، امامعلی رحمان رهبری آن را برعهده دارد و اکنون حزب حاکم در تاجیکستان است. این حزب در ۱۰ دسامبر ۱۹۹۴ در انجمن مؤسسان حزب خلق تاجیکستان تشکیل شد و مقر آن در کاخ وحدت شهر دوشنبه است.
در انتخابات سال ۲۰۰۰ میلادی، این حزب توانست ۶۴٫۹٪ کل آرا و ۳۶ کرسی از ۶۳ کرسی پارلمان را از آنِ خود کند. در انتخاباتی که در ۲۷ فوریهٔ ۲۰۰۵ برگزار شد، این حزب توانست ۶۴٫۵٪ کل آرا و ۴۹ کرسی را به دست آورد. در آخرین انتخابات پارلمانی برگزارشده در تاجیکستان در ۱ مارس ۲۰۱۵ نیز حزب دموکراتیک خلق تاجیکستان با کسب ۶۲٫۵٪ آرا توانست ۵۱ کرسی را از آنِ خود کند.

## نتایج انتخابات
| انتخابات | آرا       | ٪     | کرسی‌ها   | +/– | رتبه | دولت        |
| -------- | --------- | ----- | -------- | --- | ---- | ----------- |
| ۱۹۹۵     |           |       | ۵ از ۱۸۱ | ۱۳  | دوم  | مخالف       |
| ۲۰۰۰     |           | ۶۴٫۵٪ | ۳۶ از ۶۳ | ۳۱  | یکم  | دولت اکثریت |
| ۲۰۰۵     | ۱٬۶۶۶٬۹۰۹ | ۶۴٫۵٪ | ۴۹ از ۶۳ | ۱۳  | یکم  | دولت اکثریت |
| ۲۰۱۰     | ۲٬۳۲۱٬۴۳۶ | ۷۱٫۰٪ | ۵۵ از ۶۳ | ۶   | یکم  | دولت اکثریت |
| ۲۰۱۵     | ۲ ۴۷۲ ۲۶۲ | ۶۲٫۵٪ | ۵۱ از ۶۳ | ۴   | یکم  | دولت اکثریت |